# Dianna Agron
Dianna Agron, född 30 april 1986 i Savannah, Georgia, USA, är en amerikansk skådespelare, sångare, dansare och regissör, mest känd för rollen som Quinn Fabray i TV-serien Glee.

## Biografi
Dianna Agron växte upp med sina föräldrar Ronald S. och Mary Agron i San Francisco. Hennes fars familj är rysk och efternamnet var ursprungligen Agronskij. Agron tillbringade sin skoltid på high school på Burlingame High School i Kalifornien. Som tonåring gav hon danslektioner.
Agron har varit med i TV-serier såsom Shark, Close to Home, CSI: NY, Numb3rs och har haft en återkommande roll i Veronica Mars. Hon spelade rollen som Harper i en 13 avsnitt lång serie av kortfilmer kallad It's a Mall World, regisserad av Milo Ventimiglia. Serien visades på MTV. Hon syntes även i ett par avsnitt av andra säsongen i Heroes som Ventimiglia är med i. Dianna Agron har även varit värd för mini-musikfestivalen Chickens in Love för 826LA i Los Angeles.
Dianna Agron valdes ut bland många unga Hollywood-stjärnor att medverka i Wal-Marts Ocean Pacific marknadsföringskampanj våren 2010. Den nationella kampanjen presenterade mode, livsstil och underhållningstidningar som Elle, Teen Vogue, Seventeen och Cosmopolitan, utomhus och online på den Ocean Pacifics webbplats. Dessutom anordnade kändisarna en Ocean Pacific-fest i Los Angeles i slutet av april och gjorde personliga framträdanden på uppdrag av varumärket.
Agrons mest välbekanta roll är som Quinn Fabray, en high school-cheerleader, i Fox TV-serien Glee. Serien har tilldelats priser som Screen Actors Guild Award och en Golden Globe.

## Privatliv
Den 15 oktober 2016 gifte hon sig med Winston Marshall, från bandet Mumford & Sons.

## Filmografi
| År        | Film/TV          | Roll | Övrigt |
| --------- | ---------------- | --- | ------ |
| 2009-2015 | Glee             | Quinn Fabray Säsong 1:regelbunden roll Säsong 2: regelbunden roll Säsong 3: regelbunden roll Säsong 4: återkommande roll Säsong 5: återkommande roll Säsong 6: återkommande roll |        |
| 2010      | The Romantics    | Minnow |        |
| 2010      | Burlesque        | Natalie |        |
| 2011      | I Am Number Four | Sarah |        |
| 2011      | The Hunters      | Alice |        |
| 2013      | The Family       | Belle Blake |        |
| 2015      | Zipper           | Dalia |        |
| 2015      | Tumbledown       | Finley |        |
| 2016      | Bare             | Sarah Barton |        |